# 劉一焜
劉 一焜（りゅう いっこん、生没年不詳）は、明代の官僚。字は元丙、号は石閭。本貫は南昌府南昌県。弟は劉一煜・劉一燝。

## 生涯
陝西左布政使の劉曰材の子として生まれた。1588年（万暦16年）、郷試に及第した。1592年（万暦20年）、進士に及第した。行人に任じられた。吏部考功郎中となり、吏部侍郎の楊時喬が京官の考査を実施するのを補佐し、行政の私物化を排除した。ほどなく吏部文選郎中に転じた。1606年（万暦34年）、太常寺少卿に転じた。喪に服すために官を去った。1614年（万暦42年）、右僉都御史に抜擢され、浙江巡撫をつとめた。万暦帝が中官の曹奉を派遣して普陀山に鎮海寺を建立させようとした。一焜は浙江巡按の李邦華とともに反対したが、聞き入れられなかった。織造中官の劉成が死去すると、一焜は代任の宦官を派遣しないようたびたび上疏した。中官の呂貴が劉成の残した衣装を保全するよう命じられると、宦官たちはそのまま呂貴に織造を監督させるよう請願した。一焜は李邦華とともにこれに反対したが、万暦帝は呂貴を織造中官に任じた。一焜はさらに上疏して争ったが、万暦帝の返答はなかった。呂貴が着任すると、多くの侵奪混乱を引き起こした。一焜は上疏して呂貴を非難し、呂貴の部下の権限を剥奪した。一焜は杭州の龕山に防潮堤1200丈を築き、余杭の南湖を浚渫する事業を興して、民利を図った。陽明学を虎林で講義し、外州の小邑に学田を増やした。御史の沈珣により不正に財産を蔵匿していると誣告され、一焜は自ら官を退いて去った。死去すると、工部右侍郎の位を追贈された。著書に『石閭山房集』があった。